# Lietuvos liberalų sąjunga
Die Lietuvos liberalų sąjunga (LLS, deutsch: Liberale Union Litauens) war eine liberale litauische Partei, die von November 1990 bis Mai 2003 existierte, als sie sich mit der Zentrumsunion und den Modernen Christdemokraten zur Liberalen und Zentrumsunion zusammenschloss. Sie definierte sich als eine wirtschaftsliberale Partei, die das selbständige Handeln des Einzelnen betont. Wertepolitisch war sie als konservativ einzustufen.

## Geschichte
Gegründet aus liberalen Debattierzirkeln an den Universitäten in Kaunas und Vilnius war die Partei aktiver Teil der Sąjūdis-Bewegung zur Wiedererlangung der Unabhängigkeit Litauens. In der Verfassunggebenden Versammlung schlossen sich im Mai 1991 10 Deputierte zur Liberalen Fraktion zusammen, die der LLS nahestand. Bei den ersten freien Parlamentswahlen verfehlte die LLS allerdings bei nur 2 % der Stimmen den Einzug ins litauische Parlament klar. Auch nach den Wahlen von 1996 stellte die LLS nur einen Abgeordneten.
Zu großer Bedeutung gelangte die LLS, als sie im Dezember 1999 zur neuen politischen Heimat des damals beliebtesten litauischen Politikers Rolandas Paksas wurde, der mit 50 Anhängern von den Konservativen zu den Liberalen wechselte. Mit ihm als Spitzenkandidaten errang die Partei bei den Wahlen 2000 17 % der Stimmen und 34 Mandate, davon 18 der 71 Direktmandate. Die Partei stellte nun den Ministerpräsidenten und Paksas wurde im Mai 2001 auch zum Vorsitzenden der Partei gewählt, während der langjährige Vorsitzende Eugenijus Gentvilas als Stellvertreter ins zweite Glied rückte.
Bereits im Juni 2001 zerbrach jedoch die Koalition mit den Sozialliberalen und die LLS verlor ihre Regierungsbeteiligung. Im Zuge dieses Bedeutungsverlustes nahm die parteiinterne Kritik an Paksas zu und im Oktober 2001 wurde Gentvilas wieder zum Vorsitzenden gewählt, während Paksas erster Stellvertreter wurde. Wenig überraschend trat Paksas im Dezember zusammen mit 10 weiteren Abgeordneten aus der Fraktion und im Januar 2002 aus der Partei aus. Einige Mitglieder wurden wegen Partei schädigenden Verhaltens ausgeschlossen. Paksas gründete anschließend im März 2002 die Liberaldemokratische Partei.
Um einem erneuten Bedeutungsverlust zu entgehen, fusionierte die Partei im Mai 2003 mit der Zentrumsunion zur Liberalen und Zentrumsunion.

## Leitung
- 1990: Vytautas Radžvilas
- 1993: Šarūnas Davainis
- 1995: Ginutis Vencius
- 1996: Eugenijus Gentvilas
- 1999: Rolandas Paksas
- 2001: Eugenijus Gentvilas